# Gianna Nannini
Gianna Nannini, italijanska pevka in pop glasbenica, * 14. junij 1954, Siena, Italija.

## Življenje
Rodila se je v Sieni. Njen mlajši brat je nekdanji dirkač Formule 1 Alessandro Nannini. Diplomirala je iz filozofije na univerzi v Sieni leta 1994. Naslednje leto je sodelovala na protestu Greenpeacea, ki je bil organiziran pred francoskim veleposlaništvom v Rimu proti odločitvi francoske vlade za nadaljevanje jedrskih poskusov na atolu Moruroa. Avgusta 2010 je izjavila, da je noseča in da bi posvetila prihajajoči album njenemu otroku. Dne 26. novembra 2010 je rodila hčerko in ji dala ime Penelope Jane Charlotte.

## Glasbena kariera
Njen prvi hit je bil leta 1979 z naslovom »America« z albuma California, ki je postal uspešnica v več evropskih državah. Njen vzpon do slave v Italiji se je začel leta 1984 z izdajo njenega šestega albuma Puzzle. Ta album je dosegel najvišje mesto na top 10 na italijanski, nemški, avstrijski in švicarski lestvici hitov. S spotom »Fotoromanza«, ki ga je režiral Michelangelo Antonioni, je osvojila več glasbenih nagrad in začela evropsko turnejo, ki je vključevala tudi udeležbo na jazz festivalu v Montreuxu. Leta 1986 je njen hit »Bello e impossibile« požel velik uspeh in zaslužil več nagrad v Italiji, Nemčiji, Avstriji in Švici. Njen album kompilacij Maschi e Altri iz leta 1987 je bil prodan v več milijonih izvodov.
Leta 2004 je izšel album Perle, ki je vseboval njene največje uspešnice v novi ureditvi. Sodelujoči glasbeniki so bili: pianist in koproducent Christian Lohr, violinista Vincenzo di Donna in Luigi de Maio, violist Gerardo Morrone in violončelist Antonio di Franca. S tem orkestrom je Gianna šla na turnejo po Srednji Evropi med letoma 2004 in 2005, ki jo je poimenovala »Perle-tour«.
Album Grazie je izšel februarja 2006 in se s pesmima »Io« in »Sei nell'anima« uvrstila na eno od italijanskih lestvic hitov. Za promocijo tega albuma je poleti leta 2006 gostovala po vsej Italiji.
V aprilu 2007 je izšla zbirka pesmi Pia Come la Canto Io napisanih za pop opere, katere so bile izvajane leta 2008. To delo je bilo enajst let v nastajanju in temelji na srednjeveški toskanski noveli Pia de' Tolomei (ki je na kratko omenjena v Dantejevem Purgatoriju). Album je produciral Will Malone, ki je produciral tudi Grazie.
Akustična različica pesmi »Meravigliosa creatura« (z albuma Perle) je bila leta 2008 uporabljena v oglasnem spotu za Fiat Bravo, ki ga je režiral Matthias Zentner. Pesem in spot sta dosegla tak uspeh, da je album Perle postal eden izmed top 50 prodajanih albumov v Italiji. Njeno pesem »Aria« pa je Fiat kasneje uporabil v še enem spotu za Fiat Bravo.

## Sodelovanja
Leta 1987 je izvajala Brechtovo in Weillovo Opero za tri groše s Stingom in Jackom Bruceom v gledališču v Hamburgu. Leta 1990 je z Edoardom Bennato pela »Un'estate Italiana«, uradno pesem svetovnega nogometnega prvenstva leta 1990. V septembru 2006 je posnela singl »Ama Credi E Vai« z Andreo Bocellijem. Bila je tudi del solo albuma Sanctuary Alexandra Hackeja v pesmi »Per Sempre Butterfly«. Leta 2008 je pela duo z italijanskim raperjem Fabrijem Fibro v njegovem spotu za različico njene pesmi »Italia«. Prav tako je zapela pesem »Aria« z makedonskim pevcem Tošem Proeskim.